# Fundata
Fundata is een Roemeense gemeente in het district Brașov.
Fundata telt 879 inwoners.